# لك لك
لك لك هي قرية تتبع ناحية سروجك في قضاء سيد صادق في محافظة السليمانية شمال العراق.
وقضاء سيد صادق ضمن محافظة السليمانية  حسب تقسم إقليم كردستان.